# Cratere Seseg
Seseg  è un cratere sulla superficie di Venere.